# کرندن (ویسکانسین)
کرندن، ویسکانسین  (به انگلیسی: Crandon) شهری در شهرستان فارست ایالت ویسکانسین است که در سال ۱۸۹۸ بنیان‌گذاری شده‌است. این شهر طبق سرشماری سال ۲۰۱۰ میلادی ۱٬۹۲۰ نفر جمعیت داشته‌است.